# Cuarny
Cuarny est une commune suisse du canton de Vaud, située dans le district du Jura-Nord vaudois.

## Toponymie
Le nom de Cuarny n'a pas encore été expliqué. Il est sans doute formé d'un nom de personne latin et du suffixe toponymique -akos. Ce toponyme s'écrit : Quarnie (1174), Cuarnier (1453), Cuarny (1847). Malgré la ressemblance apparente, Cuarny et Cuarnens n'ont pas la même origine.

## Armoiries
D'argent à trois flammes de gueules mouvant de la pointe, au chef du même chargé de trois chouettes du premier. Ces armoiries, adoptées en 1928, font allusion au gaz inflammable qui s'échappe du sol communal, tandis que les chouettes rappellent le surnom anciennement donné aux habitants du village.

## Géographie
Le centre de Cuarny est situé à 4 km à vol d'oiseau d'Yverdon-les-Bains. La superficie de 4,6 km2 du territoire communal comprend une section de la colline du Montéla, à cheval entre la vallée de la Broye et le lac de Neuchâtel. Le village-rue est placé sur le versant sud du Montéla qui, avec ses 669 mètres d'altitude est également le point le plus haut de la commune.
Le lieu-dit « Fignerolles » marque l'extrémité du territoire communal au nord-ouest, l'extrémité sud-est de la vallée de Cuarny accueille une partie de l'autoroute A1 et une forêt nommée « Campanne ». En 1997, 3 % du territoire est constitué de terrain constructible et 27 % de forêts ; les 70 % restants sont consacrés à l'agriculture.
Les communes voisines de Cuarny sont Yverdon-les-Bains, Cheseaux-Noréaz, Villars-Épeney, Yvonand, Cronay et Pomy.

## Géologie
Le ravin qui sépare Cuarny de Cronay, au nord-est du village, comporte des traces de matières bitumineuses qui ont attiré l'attention depuis le XIXe siècle. Un trou de sonde, au début du XXe siècle, a laissé échapper des gaz inflammables. Dans l'espoir de trouver du pétrole, un forage profond de près de 2 500 m a été entrepris dans les années 1936-1939 par l'entreprise « Neuchavaud », sous la direction de l'industriel belge F. J. G. Vingerhoets,  mais sans succès. De nouvelles investigations, en 1974-1975, n'ont pas obtenu de résultats meilleurs.

## Population

### Surnoms
Les habitants de la commune sont surnommés les Chats-Huants ou les Chouettes.

### Démographie

#### Évolution de la population
La commune compte 242 habitants au 31 décembre 2023 pour une densité de population de 53 hab/km2. Sur la période 2010-2023, sa population a augmenté de 44,0 % (canton : 18,6 % ; Suisse : 9,4 %).  

#### Pyramide des âges
En 2023, le taux de personnes de moins de 30 ans s'élève à 31,5 %, au-dessous de la valeur cantonale (34,6 %). Le taux de personnes de plus de 60 ans est quant à lui de 25,2 %, alors qu'il est de 22,5 % au niveau cantonal.
La même année, la commune compte 126 hommes pour 116 femmes, soit un taux de 52,1 % d'hommes, supérieur à celui du canton (49,1 %).
| Hommes | Classe d’âge | Femmes |
| ------ | ------------ | ------ |
| 0,0    | 90 ans ou +  | 0,9    |
| 6,3    | 75 à 89 ans  | 6,0    |
| 19,0   | 60 à 74 ans  | 18,1   |
| 18,3   | 45 à 59 ans  | 19,8   |
| 25,4   | 30 à 44 ans  | 23,3   |
| 17,5   | 15 à 29 ans  | 9,5    |
| 13,5   | - de 14 ans  | 22,4   |

| Hommes | Classe d’âge | Femmes |
| ------ | ------------ | ------ |
| 0,6    | 90 ans ou +  | 1,4    |
| 6,5    | 75 à 89 ans  | 8,7    |
| 13,5   | 60 à 74 ans  | 14,3   |
| 20,9   | 45 à 59 ans  | 20,9   |
| 22,3   | 30 à 44 ans  | 21,7   |
| 19,6   | 15 à 29 ans  | 17,7   |
| 16,6   | - de 14 ans  | 15,3   |

## Économie
Le village comprend de nombreuses exploitations agricoles. De petites entreprises locales fournissent également quelques emplois. Beaucoup d'actifs sont des travailleurs pendulaires, qui travaillent notamment à Yverdon-les-Bains.

## Transports
La commune est accessible par la route, que ce soit à l'est en direction d'Yvonand, à l'ouest en direction de Pomy ou au nord avec une petite route à une voie en direction d'Yverdon-les-Bains. Les cars postaux desservent régulièrement la commune. Inaugurée en 2001, l'autoroute A1 traverse le territoire communal sur un pont situé à 50 m de hauteur mais n'est pas accessible depuis la commune.

## Fortifications du Montélaz

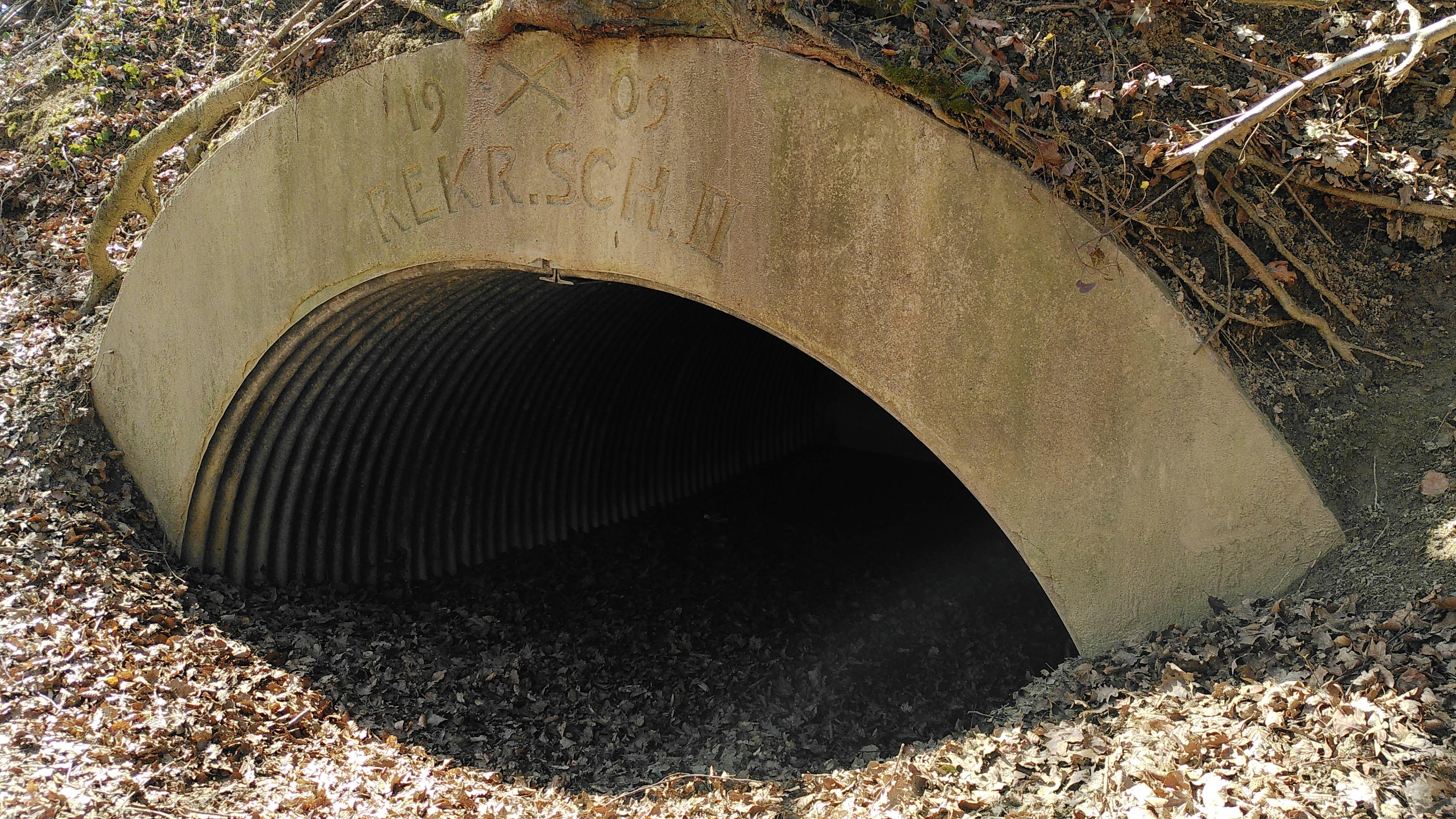
Abris en béton et tôle de zinc, construit en 1909 sur la colline de Montélaz, par « l'école de recrues numéro 2 ».

Outre un refuge ouvert à tous et une antenne radio, la colline de Montélaz ou Montéla renferme en son sommet (668 mètres) les vestiges de fortifications militaires, agrandies en octobre 1908 par une école de recrues des sapeurs du génie. Il s'agit d'une quinzaine d'abris bétonnés ou en tôle de zinc ondulée, donnant sur des fossés aujourd'hui partiellement comblés. Une inscription encore visible dans le béton date la construction d'un abri en 1909, par l'école de recrues numéro 2 (« REKR. SCH. II »). Une première ligne de fortification de 50 mètres avait aussi été aménagée au bas de la colline, côté Cuarny.
La position fortifiée du Montélaz servait de terrain d'entrainement pour des manœuvres militaires d'attaque et de défense.